# Бегство охотника
«Бегство охотника» (англ. Hunter's Run) — научно-фантастический роман, написанный совместно Джорджем Мартином, Гарднером Дозуа и Джеймсом С. А. Кори. Был впервые опубликован в 2007 году.

## Сюжет
Главный герой романа — Рамон Эспехо, который в поисках лучшей жизни переселяется с Земли на одну из отдалённых планет. Вскоре ему приходится скрываться, так как его заподозрили в убийстве видного дипломата.

## Создание и восприятие
Работу над «Бегством охотника» начал в 1976 году Гарднер Дозуа, причём по задумке автора это должен был быть рассказ. В 1977 году Дозуа прочёл написанное Джорджу Мартину, тому понравилось. Позже Дозуа передал Мартину право дописать «Бегство» (1981). Тот через год вернул текст, по-прежнему незаконченный. В 2002 году нашёлся третий соавтор — Дэниел Абрахам. Он дописал произведение, опубликовал его в 2004 году в формате повести, а потом расширил и в 2007 году издал окончательный вариант.
«Бегство охотника» было номинировано на премии «Сэйун» (как лучший переводной роман), SFinks (как зарубежный роман года) и «Сталкер» в номинации «Переводной роман (США)».
В 2023 году стало известно о планах экранизировать роман.